# Fuciliere (cacciatorpediniere 1910)
Il Fuciliere è stato un cacciatorpediniere della Regia Marina. 

## Storia
All'entrata dell'Italia nella prima guerra mondiale il Fuciliere faceva parte della IV Squadriglia Cacciatorpediniere, di base a Brindisi, che formava unitamente ai cacciatorpediniere Ascaro, Alpino, Carabiniere, Pontiere e Zeffiro. Comandava la nave il capitano di corvetta Angelo Levi Bianchini. 
La sua prima missione di guerra, il 24 maggio 1915, consisté in un pattugliamento dell'Alto Adriatico, che compì insieme ai gemelli Alpino, Lanciere, Carabiniere e Garibaldino.
Nelle notti tra il 3 ed il 4 e tra il 4 ed il 5 maggio 1916 il Fuciliere e lo Zeffiro effettuarono la posa di un campo minato nelle acque di Sebenico.
All'alba del 12 maggio 1916 l'unità – ancora al comando del capitano di corvetta Levi Bianchini – fornì appoggio, insieme all’Alpino ed alle torpediniere costiere 30 P.N. e 46 P.N., allo Zeffiro, che penetrò nel porto di Parenzo. Dopo che lo Zeffiro fu entrato nel porto, lo raggiunsero anche il Fuciliere e le altre navi, ed alle 4.50 tutta la formazione iniziò un cannoneggiamento contro un hangar per aerei, che durò una ventina di minuti. Mentre l'hangar veniva danneggiato da qualche colpo da 76 mm delle navi italiane, queste venivano a loro volta prese di mira dal tiro delle batterie costiere e poi da 10 idrovolanti (che si scontrarono con due velivoli italiani ed uno francese), rispondendo al fuoco. Tutte le unità riuscirono comunque a rientrare alla base, lamentando però qualche danno, quattro morti e 14 feriti (tre gravi ed 11 leggeri); sul Fuciliere rimase gravemente ferito il torpediniere Piccardo, che non volle essere portato in infermeria per non distogliere gli altri artiglieri del suo cannone dal combattimento.
L'11 febbraio 1917 il Fuciliere (comandante Spano) fornì scorta ed appoggio, insieme ai gemelli Pontiere, Carabiniere ed Alpino, alle torpediniere 19 OS, 20 OS, 21 OS e 22 OS ed a 6 aerei francesi, ad un gruppo di cinque idrovolanti (2 francesi e 3 italiani) inviati in ricognizione su Pola.
Declassato a torpediniera nel 1921, il Fuciliere fu l'ultimo cacciatorpediniere della sua classe ad essere radiato, nel 1932, e fu quindi demolito.